# 劉經南
刘经南（1943年7月—），男，汉族，湖南长沙人，生于重庆，中国大地测量学与卫星定位系统（GPS）专家，中国工程院院士，曾任武汉大学校长，昆山杜克大学校长。

## 生平
1962年考入武汉测绘学院（今武汉大学测绘学院），1967年取得天文大地测量专业工学学士学位。由于当时正值文化大革命时期，刘经南因为“家庭出身不好”，大学毕业后被分配到湖南省煤田地质勘探队从事野外勘查测绘工作。直到1979年再次考入武汉测绘学院，1982年取得大地测量专业工学硕士学位。
2003年至2008年任武汉大学校长。2012年出任昆山杜克大学校长。

## 社会兼职
国家卫星定位系统工程技术研究中心主任，国际GPS地球动力学服务组织协调成员，中国测绘学会常务理事。